# The Limiñanas

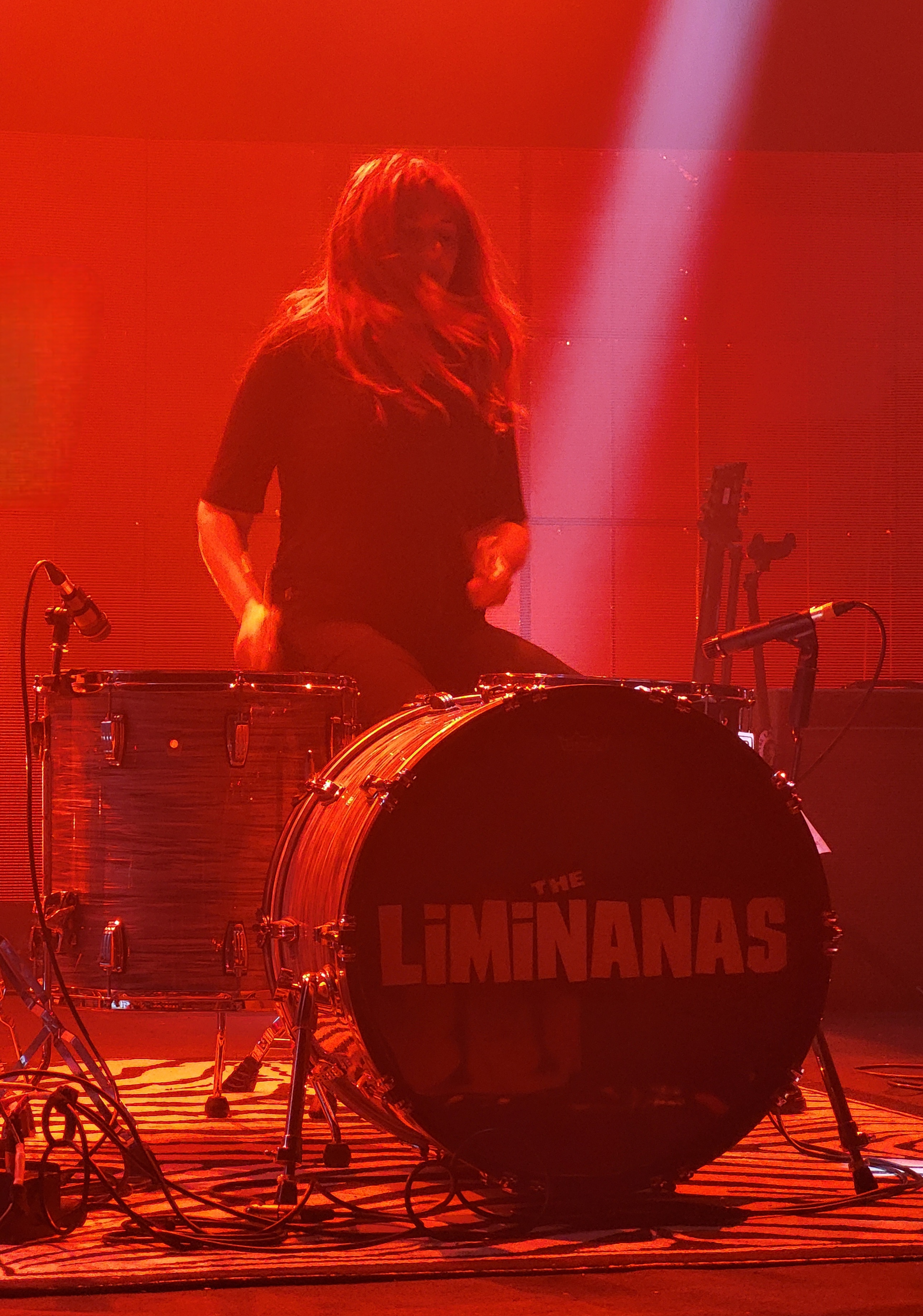
concert Nantes avril 2025

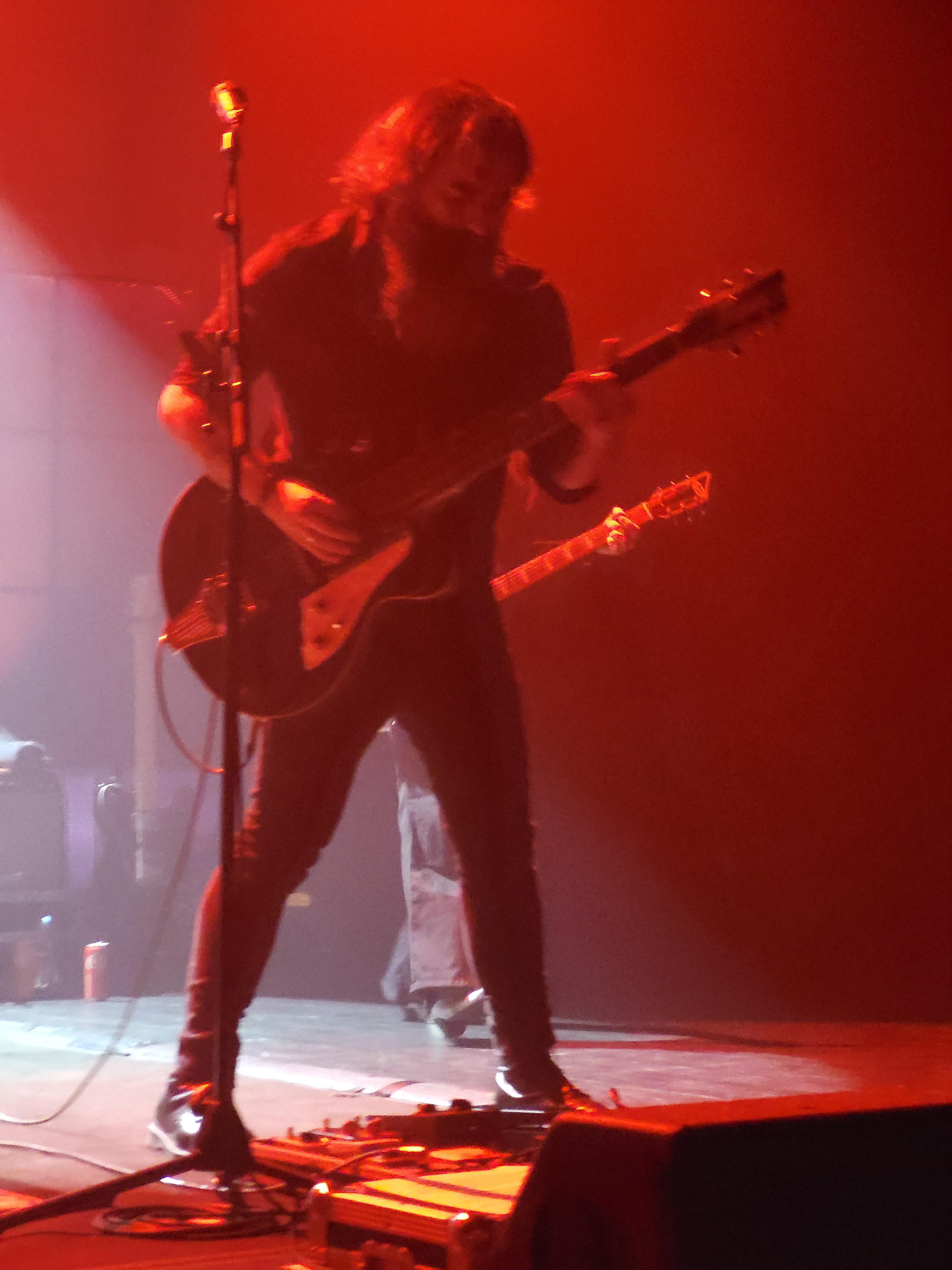
concert Nantes avril 2025

The Limiñanas est un groupe de rock français, originaire de Cabestany, dans les Pyrénées-Orientales, en activité depuis 2009.

## Biographie
Lionel et Marie Limiñana se rencontrent lors de leurs années de Lycée. Après 15 ans d'activisme musical (participation à divers groupes, disquaires à Perpignan, organisation de concerts), ils fondent The Limiñanas en 2009. La mise en ligne de deux titres (Im dead et Migas 2000) sur le réseau social Myspace permet au groupe de se faire repérer rapidement et de signer chez les labels indépendants Trouble In Mind et Hozac, à Chicago.
Durant ses premières années, diffusé exclusivement par des labels américains, le duo de Perpignan possède une plus grande notoriété aux États-Unis qu'en France.
En 2010 la série Gossip Girl utilise le titre Down Underground dans l'un des épisodes de la quatrième saison.
En 2015, à la suite d'un album commun avec Pascal Comelade, le groupe signe chez Because Music, leur discographie est rééditée en Europe et bénéficie d'une meilleure promotion. Leur nouveau label publie Down Underground : un double CD rassemblant les trois albums américains du groupe.
En 2016, le magazine britannique Mojo invite The Limiñanas à enregistrer une version de Two Sisters de The Kinks dans le cadre d'un album de reprises, il s'agit pour le groupe perpignanais de travailler pour la première fois avec Anton Newcombe (The Brian Jonestown Massacre). En 2017, la tournée suivant l'album Malamore s'étend à l'invitation de l'Alliance française jusqu'en Australie.
En 2018, la sortie de Shadow People, produit à Berlin par Anton Newcombe confère au groupe une plus grande audience : Rock & Folk offre au duo la couverture de leur parution de Janvier et Canal+ fait de Shadow People son album de la semaine dans l'émission du même nom[pas clair].
En 2019, leur single Migas 2000 (extrait de leur premier album) est choisi comme un des thèmes récurrents dans la série américaine Russian Doll de Netflix. La même année, The Limiñanas collaborent au prochain album de l'actrice Emmanuelle Seigner. À Berlin, Anton Newcombe s'investit activement lors de la phase du mixage. Les quatre protagonistes décident alors de sortir l'album sous le nom d'un groupe qu'ils formeraient : L'Épée. L'album Diabolique sort en septembre 2019.
En 2021, The Limiñanas s'associent avec Laurent Garnier sur un album de douze morceaux De Película (signifie «un film», mais également «ça roule» en espagnol). Sorti le 10 septembre sur le label Because, De Película accueil entre autres les voix de Bertrand Belin sur (Au début c’était le début), Eduardo Henriquez sur (Que Calor) et de Laurent Garnier lui-même sur (Saul).
En 2022, The Limiñanas sortent en single La Musique, titre inédit écrit en collaboration avec et interprété par Areski Belkacem, qui figure sur leur compilation Electrified. En Mars 2025, le couple fait la première de couverture du Rock & Folk n°691 ; à l'intérieur, il revient sur sa collaboration avec Brigitte Fontaine sur l'album Pick Up sorti l'année précédente et sur leur propre album, Faded, auquel ont collaboré Jon Spencer, Bobby Gillespie et Rover.   

## Discographie

### Albums studio
The Bellas
- 2010 : Belladelic

The Limiñanas
- 2010 : The Limiñanas
- 2012 : Crystal Anis
- 2013 : Costa Blanca
- 2015 : Traité de guitares triolectiques (à l'usage des portugaises ensablées) (avec Pascal Comelade)
- 2016 : Malamore
- 2018 : Shadow People
- 2019 : Le bel été (Bande Originale du Film)
- 2021 : De Película (avec Laurent Garnier)
- 2021 : The World We Knew (Bande Originale du Film)
- 2021 : The Devil Inside Me (Bande Originale du Film)
- 2022 : The Ballad of Linda L. (Bande Originale du Film)
- 2025 : Faded

### Compilations
- 2015 : I've Got Trouble in Mind: 7" and Rare Stuff 2009-2014
- 2018 : I've Got Trouble in Mind - Vol.2: 7" and Rare Stuff 2015-2018
- 2022 : Electrified (période 2009-2022)